# Спомен простор „Калакача”
Спомен простор Калакача представља архелошки локалитет градинског типа. Ово насеље потичи из периода старијег гвозденог доба, и старо је приближно три хиљаде година.

## Истраживања
Првобитна истраживања овог археолошког локалитета спроведена су периоду од 1971. до 1974. године, да би се поново наставила у периоду 2003. и 2004. године, док се само насеље налази на високој обали више реке Дунав у близини бешчанског моста.
Истраживање је довело до откривања насеља који се са јужне стране заштићен ровом и земљаним бедемом, док је са осталих страна локалитет заштићен високом стрмом обалом и природним усецима. Само насеље било је земљорадничког карактера, откривено је да су становници поред житарица, јечма, сочива гајили и домаће животиње. Даљим истраживанјем пронађено је укупно 215 објеката, углавном у служби чувања пољопривредних добара и намирница, и неконико кружних колиба. Нађене колибе биле су пречника у основи око 3,6 метара са цетралним потпорним стубом у средини.  Такође, на Калакачи су откривени кречени зидови који упућују на микенску културу, што самим тим повећава значај овог археолошког локалитета.
Насеље датира из доба самог почетка употребе гвођа на простору Балкана и панонског дела Подунавља, Калакача се везује за период када је на Балкан доспело гвожђе са југоистока Европе, и до отривања овог археолошког локалитета о том периоду праисторије, у односу на сва друга праисторијска доба, се јако мало знало.